# Grapefruit (album)
Pour les articles homonymes, voir Grapefruit.
Albums de Māya Sakamoto
Dive
(1998)
Singles
Grapefruit (グレープフルーツ) est le 1er album de Māya Sakamoto, sorti sous le label Victor Entertainment le 23 avril 1997 au Japon. Une réédition est sortie le 24 mars 2010.

## Présentation
Cet album a atteint la 76e place du classement de l'Oricon et est resté classé pendant une semaine, pour un total de 3 980 exemplaires vendus. Il contient son premier single Yakusoku wa Iranai. Les chansons "Pocket wo Kara ni Shite", "Aoi Hitomi", "Yakusoku wa Iranai", "My Best Friend" et "Kaze ga Fuku Hi" ont été utilisées pour l'anime Vision d'Escaflowne, dans lequel la chanteuse a fait ses débuts en tant que seiyu en prêtant sa voix à l'héroïne Hitomi. "My Best Friend" est la version anglaise de "Tomodachi".

## Liste des titres
Toute la musique et les arrangements ont été composées par Yōko Kanno.
| 1.  | Feel Myself                                                    | Yuho Iwasato, Māya Sakamoto | 6:56 |
| 2.  | I and I                                                        | Yuho Iwasato                | 5:17 |
| 3.  | Grapefruit (グレープフルーツ)                                  | Yuho Iwasato                | 5:23 |
| 4.  | Migi Hoppe no Nikibi (右ほっペのニキビ)                        | Māya Sakamoto               | 4:05 |
| 5.  | Pocket wo Kara ni Shite (ポケットを空にして)                   | Yuho Iwasato                | 4:04 |
| 6.  | Orange Iro to Yubikiri (オレンジ色とゆびきり)                  | Māya Sakamoto               | 4:46 |
| 7.  | Aoi Hitomi (Remix) (青い瞳)                                    | Yuho Iwasato                | 3:19 |
| 8.  | Yakusoku wa Iranai (約束はいらない)                            | Yuho Iwasato                | 3:34 |
| 9.  | My Best Friend (MY BEST FRIEND)                                | etsuko                      | 3:42 |
| 10. | Kaze ga Fuku Hi (Ma-aya version) (風が吹く日 (Ma-aya version)) | Yuho Iwasato                | 5:56 |
| 11. | Sono Mama de Ii n'da (そのままでいいんだ)                      | Gabriela Robin              | 4:50 |